# Guerras Sicilianas
As Guerras Sicilianas, ou Guerras Greco-Púnicas, foi uma série de conflitos travados entre o  Império Cartaginês e as várias Cidades-Estado Gregas, lideradas por Siracusa, sobre o controle da Sicília e o oeste do Mediterrâneo, acontecendo entre 600 a.C. e 265 a.C..
O sucesso econômico de Cartago e sua dependência do comércio marítimo para conduzir boa parte dos seus negócios (já que a fronteira sul do seu império era praticamente só deserto), levou os cartagineses a iniciar a construção de uma poderosa marinha para desencorajar nações rivais e enfrentar piratas. Cartago herdara sua força e experiência no mar através dos seus ancestrais Fenícios. O crescimento do poder e influência cartaginesa acabou levando a conflitos com os gregos, uma outra potência que também desejava aumentar sua zona de controle na região central do Mediterrâneo.
Os gregos, assim como os fenícios, eram excelentes marinheiros que espalharam várias prósperas colônias pelo Mediterrâneo. Isso levou a guerras frequentes entre Cartago e as Cidades-Estado Gregas, principalmente pelo controle da Sicília, cuja posição no meio do Mar Mediterrâneo a tornava crucial para o comércio naval do sul da Europa e do Norte da África. Ao longo dos séculos, batalhas de diferentes intensidades, no mar e em terra, foram travadas. Pelo menos três grandes conflitos foram registrados entre os séculos V e IV a.C., com diversos embates e com territórios trocando de mão constantemente, intercalado por períodos de tensa paz. No final, os cartagineses ocuparam o oeste da Sicília, mas não conseguiram conquistar outros territórios de importância pelo Mediterrâneo, especialmente após a Guerra Pírrica. Mais tarde, o poderio cartaginês voltou a ser desafiado, desta vez por Roma, nas chamadas Guerras Púnicas.
Não há registros históricos a respeito deste conflito por parte dos cartagineses já que a cidade de Cartago foi completamente destruída pelos romanos em 146 a.C.. Como resultado, quase tudo que se sabe a respeito das Guerras Sicilianas vem de fontes gregas.